# Girobifastigium
En geometría, el girobifastigium es el 26º sólido de Johnson (J26). Puede construirse al unir dos prismas triangulares de caras regulares por una de sus caras cuadradas y dando un giro de 90 grados a uno de los prismas respecto de la cara común. 
El nombre proviene del latín fastigium, que significa "tejado inclinado". Según la nomenclatura estándar de los sólidos de Johnson, bi- quiere decir que hay dos sólidos unidos por sus bases, y giro- quiere decir que uno de los sólidos está girado respecto del otro.
El lugar de girobifastigium en la lista de los sólidos de Johnson, inmediatamente antes de las bicúpulas, se explica al visualizar al girobifastigium como una girobicúpula digonal. De la misma manera en que las demás cúpulas regulares muestran una secuencia alternada de cuadrados y triángulos que rodea un único polígono en la parte superior (un triángulo, un cuadrado o un pentágono), cada una de las mitades del girobifastigium consta únicamente de una secuencia alternada de cuadrados y triángulos, unida en la parte superior por un mero segmento.
Los 92 sólidos de Johnson fueron nombrados y descritos por Norman Johnson en 1966.